# 1814 en France
Chronologie de la France
- 1810
- 1811
- 1812
- 1813
- 1814
- 1815
- 1816
- 1817
- 1818

Cette page concerne l'année 1814 du calendrier grégorien.

## Événements

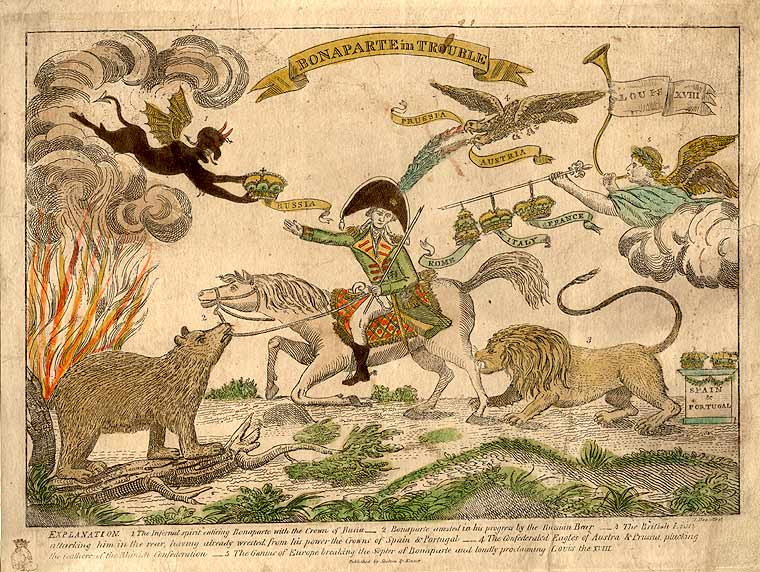
Bonaparte in Trouble, Amos Doolittle, publié en 1814 par Shelton & Kensett

### Janvier
- 1er janvier, Hartwell : proclamation du comte de Provence (le futur Louis XVIII) invitant ses sujets français à recevoir les alliés en « libérateurs »[1].
- 4 janvier : début du siège de Metz ; les forces coalisées lèvent le siège le 10 avril, sans prendre la ville[2].
- 17 janvier : défection de Murat ; La domination française en Italie est compromise[3].
- 23 janvier : régence confiée à l'Impératrice[4].
- 25 janvier : début de la campagne de France. La France est envahie. Napoléon prend le commandement de l'armée[5].

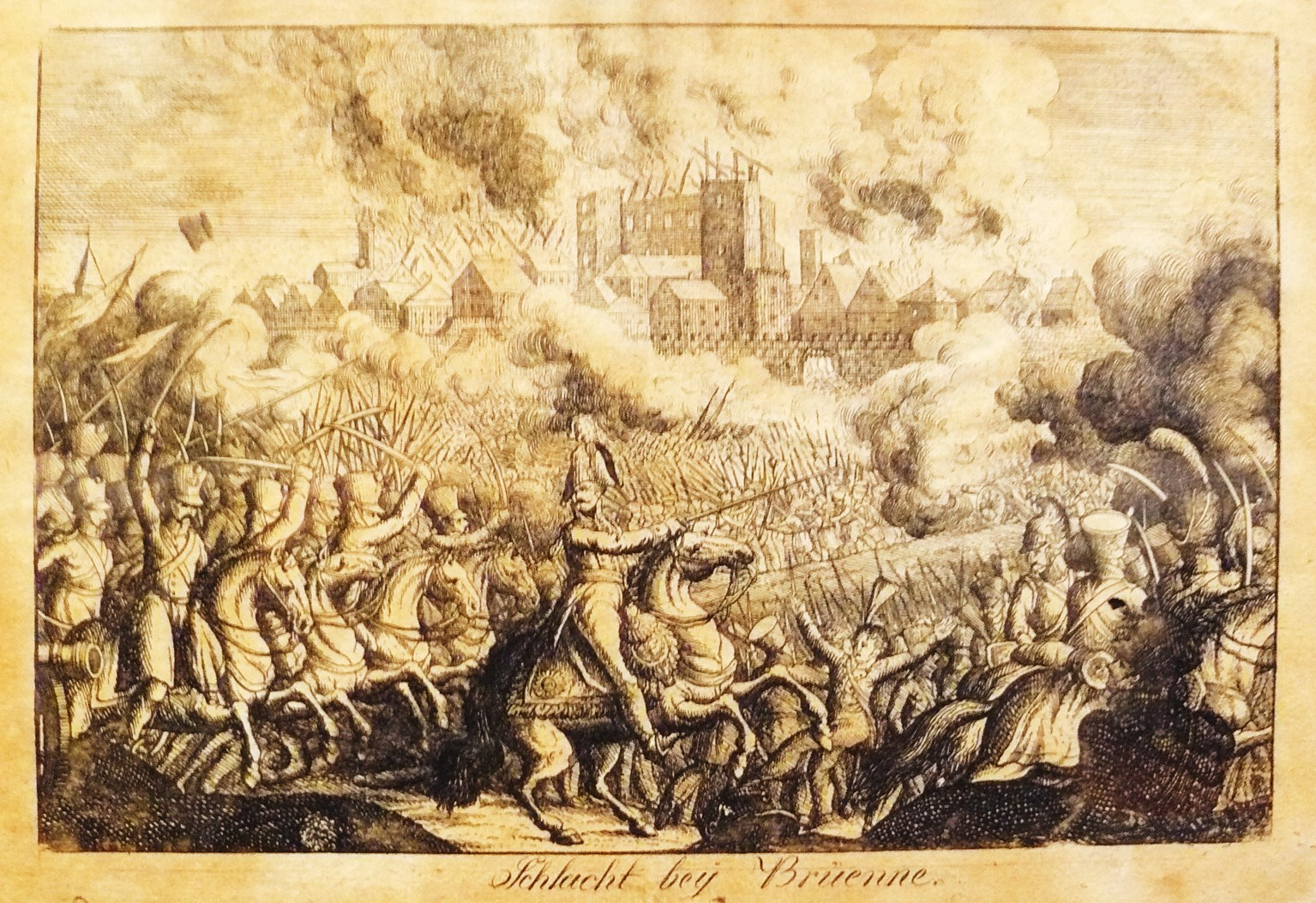
29 janvier : bataille de Brienne.

- 29 janvier : victoire française contre Blücher à la bataille de Brienne[5].

### Février
- 1er février : défaite française contre Blücher à la bataille de La Rothière[5].
- 3 février : combat de la Chaussée[6]. Victoire tactique des Prussiens (général Ludwig Yorck von Wartenburg)
- 5 février : congrès de Châtillon-sur-Seine entre les coalisés et le parlementaire français Caulaincourt[6]. Suspension des négociations le 8 février.

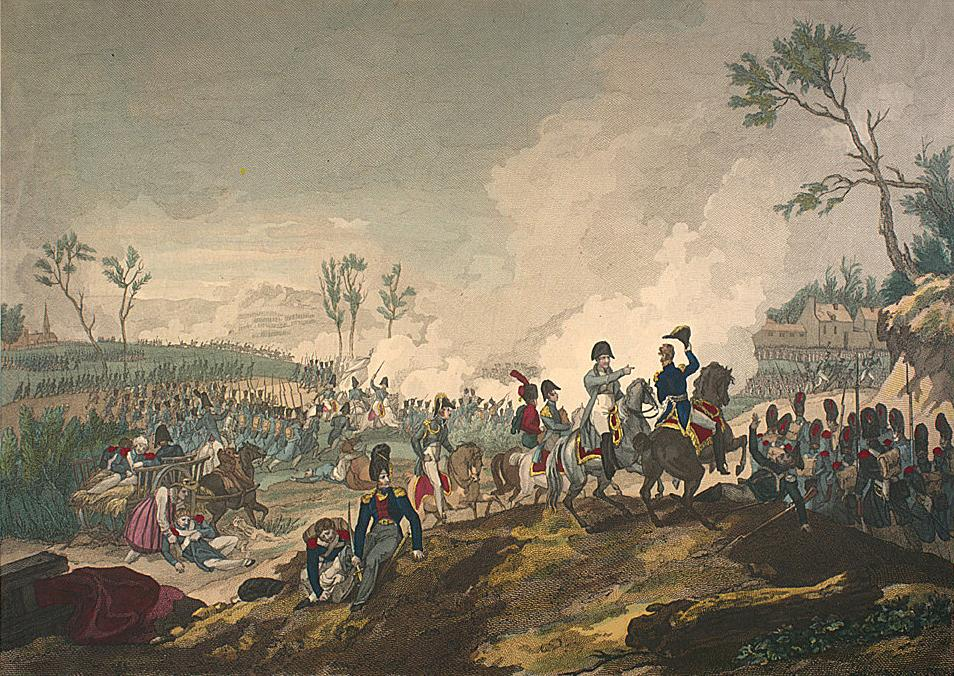
Bataille de Montmirail.

- 9-14 février : campagne des Six-Jours. Napoléon réussit par des manœuvres de rocades à battre séparément les Alliés à Champaubert, Montmirail, Vauchamps (10-15 février) et à Montereau (17-18 février)[7].
- 10 février : victoire française contre Blücher à Champaubert[3].
- 11 - 12 février : victoire de Napoléon Ier contre Blücher à la bataille de Montmirail[3].
- 12 février : 
  - victoire française contre Blücher à bataille de Château-Thierry[8].
  - combat de Nogent-sur-Seine[9] durant la campagne de France
- 14 février : victoire française contre Blücher à la bataille de Vauchamps. Les forces alliées reculent vers Châlons[10].
- 15 février : victoire des Alliés de Wellington à la bataille de Garris[10].
- 17 février : victoire française contre les Autrichiens à Mormant[6].
- 18 février : victoire française contre les Autrichiens à Montereau[3].
- 27 février : 
  - victoire autrichienne à la bataille de Bar-sur-Aube[6].
  - victoire de Wellington au combat d'Orthez[6] ; début du siège de Bayonne[11].

### Mars

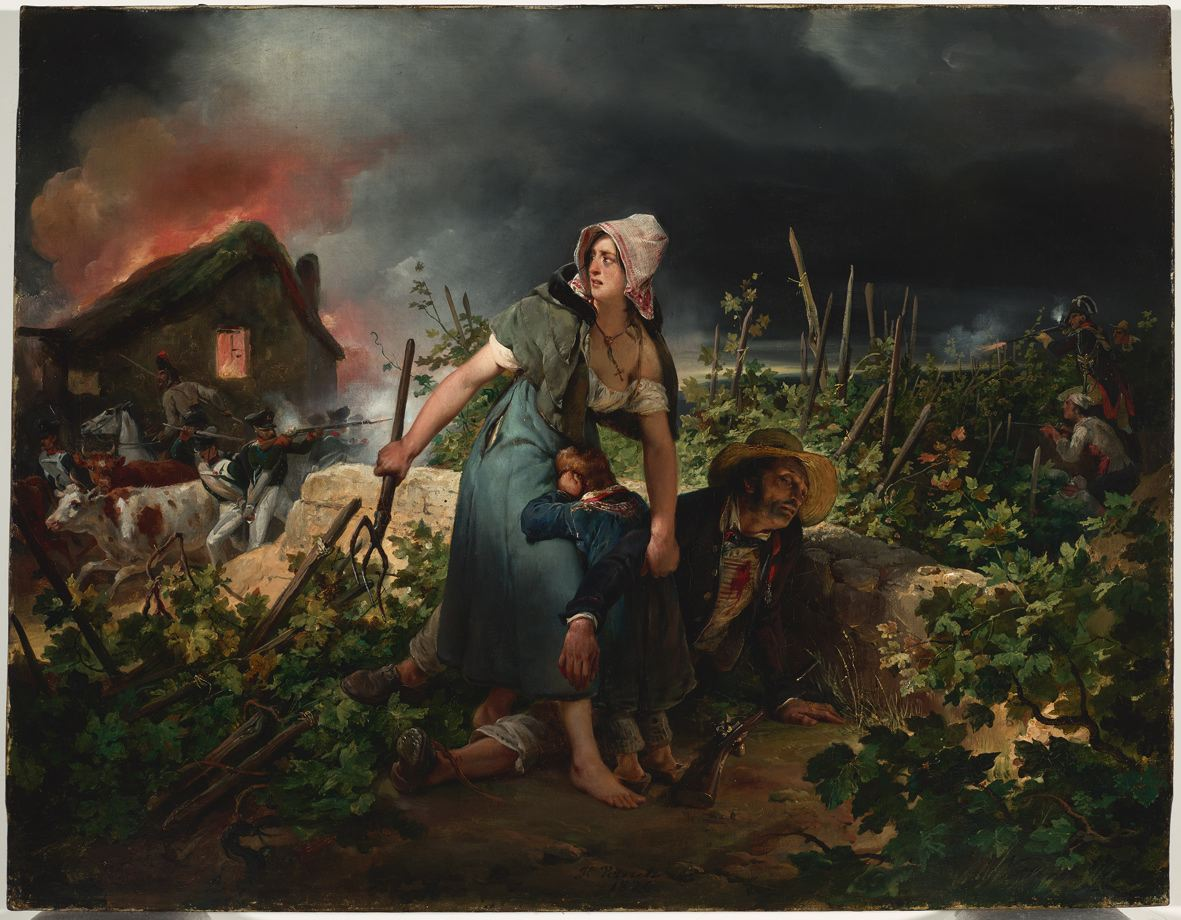
Scène de la campagne française en 1814
Horace Vernet, 1826
Musée des Beaux-Arts de San Francisco

- 1er mars : prise de Fort l'Écluse par les Français du général Bardet. Dessaix chasse les Autrichiens de Saint-Julien-en-Genevois[13].
- 2 mars : Bataille d'Aire-sur-l'Adour.
- 6 - 7 mars : victoire de Napoléon sur Blücher sur le plateau de Craonne[6].
- 9 mars : le pacte de Chaumont lie les coalisés entre eux jusqu’à la victoire finale[14].
- 9-10 mars : échec contre Blücher à Laon[6].
- 12 mars : Beresford prend Bordeaux, appelé par son maire Jean-Baptiste Lynch[15].
- 13 mars : victoire de Napoléon à la bataille de Reims[3].
- 17 - 23 mars : combat des Balmettes[16].
- 20 - 21 mars : échec français contre Schwartzenberg à Arcis-sur-Aube. Napoléon tente de manœuvrer sur les arrières des Alliés[3].
- 21 mars : les Autrichiens prennent Lyon[6].
- 25 mars : victoire des coalisés à la bataille de La Fère-Champenoise[6].
- 28 mars : combats de Claye et de Villeparisis[17].
- 30 mars :
  - Paris capitule[6].
  - publication de De Buonaparte et des Bourbons de Chateaubriand[18].

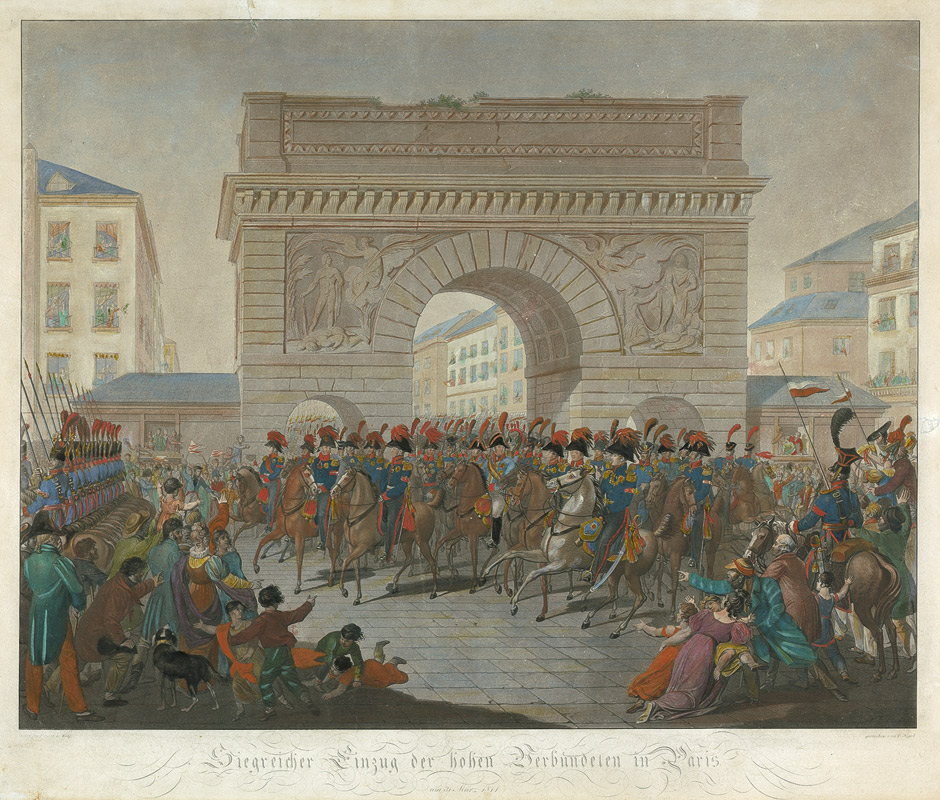
Entrée victorieuse des alliés à Paris le 31 mars.

- 31 mars : entrée des Alliés à Paris[6].

### Avril
- 1er avril : Talleyrand est reconnu par les assemblées chef d’un gouvernement provisoire composé de royalistes[19].
- 2 avril : Napoléon Ier est déchu par le Sénat conservateur puis par le Corps législatif le lendemain[19].
- 3 avril : Joseph-Dominique Louis dit baron Louis est nommé commissaire pour les finances, le trésor, les manufactures et le commerce ; le 13 mai il est nommé ministre des Finances[20].
- 4 avril : les maréchaux d’Empire Ney, Lefebvre, Berthier, Oudinot, Moncey et Macdonald refusent de continuer le combat. Napoléon ordonne à une partie des troupes de marcher vers Paris mais la défection de Marmont ruine cette ultime tentative[21]
- 5 avril : abdication de Napoléon Ier en faveur de son fils, à Fontainebleau. Sous la pression des maréchaux, il renonce au trône pour tous les siens le 6 avril[3].
- 6 avril : Le Sénat conservateur adopte un projet de constitution visant à rétablir la monarchie. Il offre le trône au comte de Provence et vote un plan de Constitution rédigée par une commission (Lebrun, Barbé-Marbois, Destutt de Tracy, Emmery et Lambrecht)[19].
- 7 avril : Le gouvernement provisoire rétablit la censure[19].

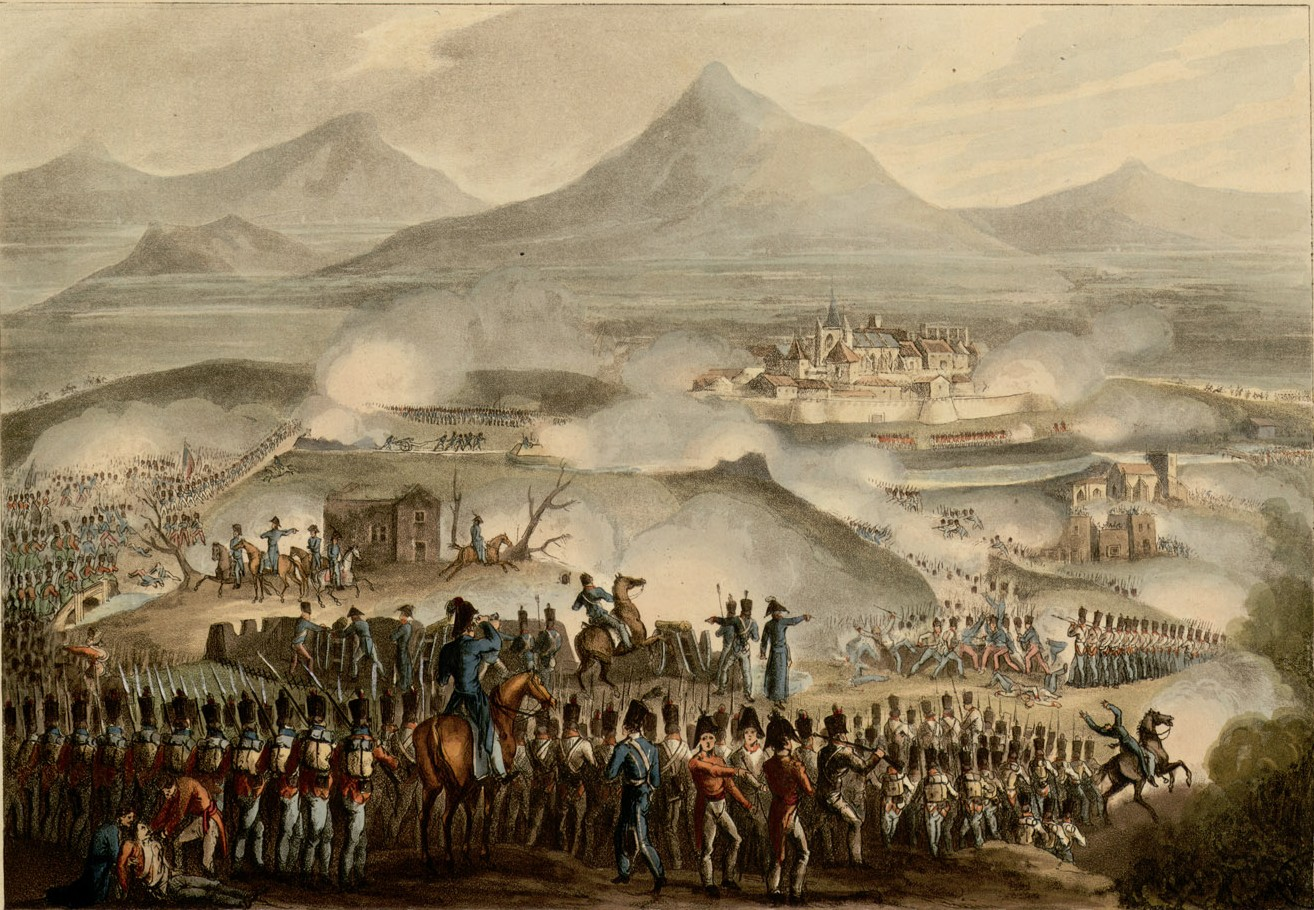
10 avril : bataille de Toulouse.

- 10 avril : bataille de Toulouse, dans laquelle le général Taupin meurt. Wellington prend la ville[22].

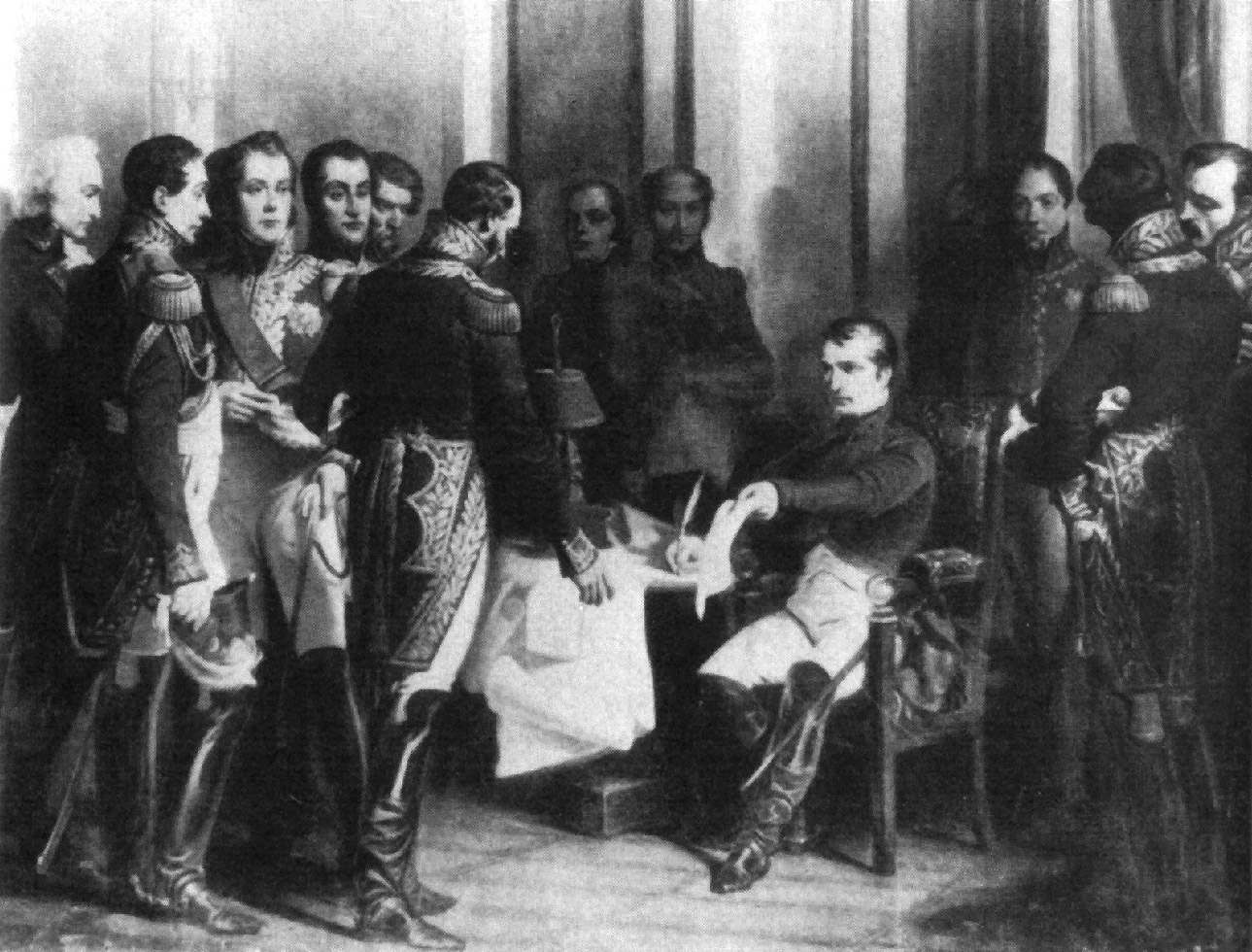
11 avril : abdication de Napoléon Ier

- 11 avril : signature du traité de Fontainebleau. Abdication sans condition de Napoléon Ier. Il conserve le titre impérial, reçoit une rente et la souveraineté sur l’île d’Elbe. Ratifié par Napoléon le 13 avril, le traité règle les modalités pratiques de son départ (20 avril-4 mai). L’impératrice Marie-Louise d'Autriche et son fils le roi de Rome sont confiés à l’empereur d’Autriche[23].
- 12 avril : Charles d’Artois entre à Paris[19].
- 18 avril : une convention d’armistice est signée entre Soult et Wellington[24].
- 19 avril : Louis XVIII quitte Hartwell House pour la France ; il est à Calais le 24 avril[19].
- 23 avril : armistice entre la France et les coalisés[19].
- 26 avril : l’impératrice Marie-Louise quitte la France pour l'Autriche[25]

### Mai

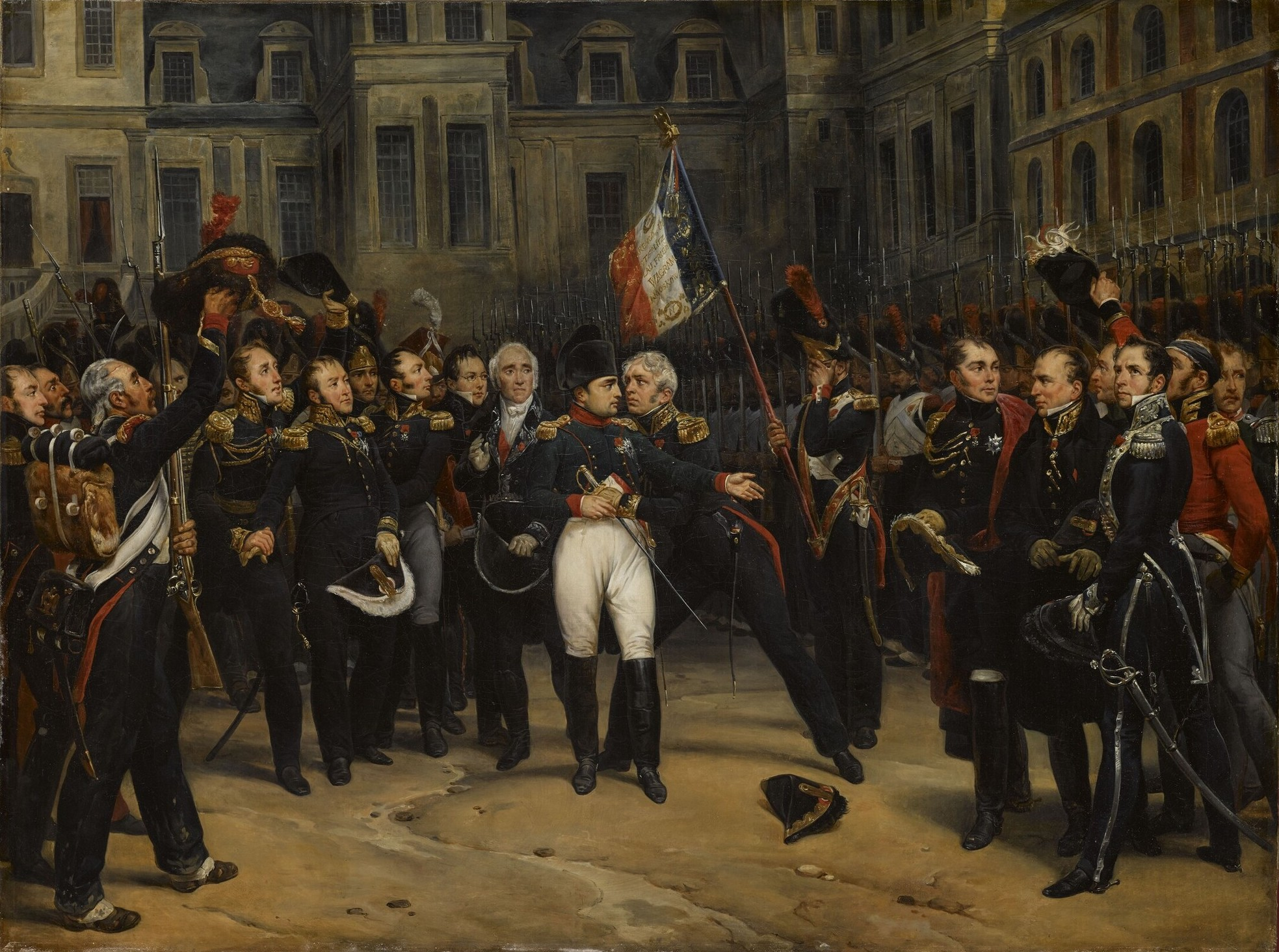
Antoine Alphonse Montfort: Adieux de Napoléon à la Garde impériale dans la cour du Cheval-Blanc du château de Fontainebleau

- 2 mai : Déclaration de Saint-Ouen. Louis XVIII indique ses principes de gouvernement et la rédaction prochaine d’un texte organique (Charte) sur les pouvoirs publics par un comité composé de neuf sénateurs (dont Boissy-D'Anglas, Barbé-Marbois, Fontanes), de neuf membres du Corps législatif et de trois commissaires du roi (dont l’abbé de Montesquiou et Beugnot)[19].
- 3 mai : entrée solennelle de Louis XVIII à Paris[19].
- 4 mai : 
  - Napoléon arrive à l'île d'Elbe[26].
  - reddition de Bayonne[11].
- 6 mai : création d'un conseil royal de la guerre, composé de 14 membres[25].
- 12 mai : ordonnance qui réorganise les corps d'infanterie de l'armée française afin de « déterminer la force et l'organisation de l'infanterie de l'armée française pour le pied de paix » et qui abandonne le drapeau tricolore au profit du drapeau blanc du royaume de France[27].
- 13 mai : 
  - ordonnance portant nomination des ministres du gouvernement de la Première Restauration[25].
  - le comte d'Artois est nommé par ordonnance royale colonel général de toutes les gardes nationales de France[25].
- 15 mai : ordonnance du roi qui autorise les conscrits de la classe de 1815 à rentrer chez eux[25].
- 30 mai : premier traité de Paris. Le territoire de la France est ramené aux frontières de 1792, avec quelques concessions (Avignon, une partie de la Savoie, Montbéliard et Mulhouse)[28]. Perte de presque toutes les colonies au profit du Royaume-Uni. L’opinion ne se satisfait pas de la perte de la Belgique et de la rive gauche du Rhin.

### Juin
- 4 juin : charte constitutionnelle octroyée par le roi établissant un régime représentatif composé d'une chambre des pairs nommés par le roi et d'une chambre des députés élus[29]. L'article 2 de la Charte abolit la conscription et fait appel à des engagés volontaires.
  - Les derniers émigrés entrés en France avec le roi critiquent la Charte et veulent un retour à l’Ancien Régime. Malgré son désir d’union nationale, le roi écoute souvent les conseils des ultraroyalistes : l’ordonnance du 7 juin rétablit le dimanche comme fête chômée. Les cabarets doivent être fermés pendant la messe. La procession publique de la Fête-Dieu est rétablie en juin[23].
- 12 juin : première publication du Censeur, journal libéral fondé par Charles Comte et Charles Dunoyer[30].
- 14 juin :
  - Charles d’Artois est nommé lieutenant général du royaume par le Sénat[19].
  - ordonnance qui porte que la dotation du sénat et des sénatoreries est réunie au domaine de la couronne[25].

### Juillet
- 1er juillet : ordonnance réorganisant la marine[25].
- 5 juillet : ordonnance portant nomination des membres du conseil d'État[25].
- 11 juillet : ordonnance concernant l'organisation de la gendarmerie royale[25].
- 12 juillet : exposé de la situation du royaume, présenté à la Chambre des députés par l'abbé de Montesquiou, ministre de l'intérieur[25].
- 16 juillet : ordonnance qui supprime la Saint-Napoléon, la fête du couronnement impérial et la célébration de l'anniversaire la bataille d'Austerlitz établies le 6 février 1806[25].
- 22 juillet : le baron Louis, ministre des Finances, présente à la Chambre des députés le projet de budget[25]. Louis XVIII hérite du déficit budgétaire de l’Empire et doit maintenir tout l’appareil fiscal, notamment percevoir les « droits réunis » (impôts indirects), source de mécontentement[23]. Joseph-Dominique Louis dit le baron Louis parvient à équilibrer le budget en alimentant le Trésor avec dix millions, la vaisselle de métal précieux de l’empereur et les diamants de l’impératrice et par dix millions de bons à trois mois sur les caisses publiques. Il abat des deux tiers les crédits de l’armée et de moitié ceux de la marine. Il « oublie » de payer la rente promise à Napoléon, lui donnant une raison supplémentaire de quitter Elbe. L’abolition du blocus entraîne la dépréciation des denrées coloniales accumulées à prix d’or, ruine les manufactures de sucre de betterave. Marseille ne parvient pas à retrouver ses anciennes franchises.
- 30 juillet : une ordonnance supprime les écoles militaires de Saint-Cyr et de Saint-Germain ainsi que le prytanée militaire de La Flèche et rétablit l'École militaire de Paris[25].

### Août
- 2 août : des plongeurs retirent de la Seine, à quelque distance du pont des Tuileries, une partie des diamants dérobés en avril à la reine de Westphalie, épouse de Jérôme Bonaparte[25].
- 7 août : le pape Pie VII rétablit solennellement la Compagnie de Jésus dans le monde entier par la bulle Sollicitudo omnium ecclesiarum[31]. Le père Pierre-Joseph de Clorivière est chargé de son rétablissement en France. Elle prend à sa charge cinq petits séminaires entre 1814 et 1817, à Saint-Acheul près d'Amiens, Bordeaux, Sainte-Anne d'Auray, Montmorillon et Forcalquier[32]. Le rétablissement officiel de l'ordre des Jésuites est marqué par une forte opposition des tenants du gallicanisme.
- 21 août : les inscriptions sur les listes d'émigrés sont abolies par ordonnance royale[25].
- 22 août : Messieurs Falconnet, avocat, et Dard, avocat au conseil, arrêtés pour avoir publié, le premier une lettre au Roi sur la vente des biens des émigrés; le second une brochure sur la restitution des biens des émigrés, sont remis en liberté, ainsi que Messieurs Gueffier et Lenormant, imprimeurs-libraires, impliqués dans cette affaire[25]. Le débat s’ouvre à l’assemblée sur la restitution des biens nationaux non vendus, qui fait craindre à l’opinion une opération plus vaste dirigée contre tous les biens nationaux. Quinze mille emplois civils et douze mille emplois militaires sont supprimés, de nombreux emplois ne perçoivent plus qu’une demi-solde, alors que six mille emplois militaires sont créés dans la garde royale au profit des émigrés. La Presse royaliste parle de rétablissement des dîmes et de droits féodaux. Toutes ces mesures rendent le roi suspect de mener en sous-main une politique réactionnaire[23].

### Septembre
- 7 septembre : distribution solennelle par le roi au Champ-de-Mars des drapeaux blancs aux douze légions de la Garde nationale de Paris[25].
- 23 septembre : Talleyrand et la délégation française arrivent à Vienne[33].
- 26 septembre : six imprimeurs ou libraires sont arrêtés pour avoir diffusé un libelle anonyme intitulé Extrait du Moniteur, publié « dans des intentions contraires à la sûreté de l'état et au respect dû à la Majesté Royale »[25].
- 30 septembre : ordonnance portant que les villes du royaume reprendront leurs anciennes armoiries qui leur ont été attribuées par les rois de France[25].

### Octobre
- 5 octobre : ordonnance autorisant les archevêques et évêques à établir une école ecclésiastique dans chaque département dont ils nommeront les chefs et les instituteurs[25].
- 6 octobre : Lazare Carnot déclare que c'est sans son accord que l'on a imprimé son Mémoire adressé au roi en juillet 1814[25], vigoureux réquisitoire dénonçant les traits réactionnaires du nouveau régime.
- 21 octobre : loi sur la police de la presse[25].

### Novembre
- 1er novembre : ouverture solennelle du congrès de Vienne[34].
- 18 novembre : loi imposant le repos dominical[35].
- 28 novembre : ordonnance rétablissant l'institution du Mérite militaire[25].

### Décembre
- 2-9 décembre : les Britanniques évacuent la Martinique en exécution du traité de Paris et remettent l'île aux Français[25].
- 3 décembre : Soult est nommé ministre de la Guerre[36].
- 7-14 décembre : les Britanniques évacuent la Guadeloupe en exécution du traité de Paris et remettent l'île aux Français[25].
- 12 décembre : ordonnance du roi rétablissant des dotations spéciales de l'Hôtel royal des invalides, des écoles militaires et de l'ordre de Saint-Louis[25].